# Primera presidencia de Donald Trump
La primera presidencia de Donald Trump comenzó al mediodía del día viernes 20 de enero de 2017. Ese día, el candidato republicano Donald Trump, que ganó las elecciones de 2016, recibió su investidura presidencial como 45.º presidente de los Estados Unidos de América, en sucesión del demócrata Barack Obama. Junto a él, juró cargo como 48.º vicepresidente de los Estados Unidos el exgobernador del estado de Indiana, Mike Pence.
Trump no tuvo éxito en sus esfuerzos por derogar la Ley de Cuidado de Salud a Bajo Precio (ACA), pero tomó numerosas acciones que obstaculizaron el funcionamiento de la ley. Trump buscó recortes sustanciales en los gastos de los principales programas de bienestar, incluidos Medicare y Medicaid. Revocó numerosas regulaciones ambientales, redujo la aplicación de las regulaciones existentes y se retiró de los Acuerdos de París. Revocó parcialmente la Ley Dodd-Frank, obstaculizó la Oficina de Protección Financiera del Consumidor y firmó la Ley de Reducción de Impuestos y Empleos de 2017.
Promulgó aranceles, lo que provocó aranceles de represalia de China, la Unión Europea, Canadá y México. Se retiró de la Asociación Transpacífica y firmó un acuerdo sucesor del TLCAN. Siguiendo tendencias históricas, la economía estadounidense siguió mejorando durante la mayor parte del mandato de Trump. El déficit federal aumentó bajo Trump debido a aumentos de gastos y recortes de impuestos. Implementó una polémica política de separación familiar para los migrantes detenidos en la frontera entre Estados Unidos y México. La demanda de Trump de la financiación federal de un muro fronterizo resultó en un cierre del gobierno de un mes en 2018-2019. La política exterior de «Estados Unidos primero» de Trump se caracterizó por acciones unilaterales, sin tener en cuenta a los aliados tradicionales como la UE. La administración acordó una importante venta de armas a Arabia Saudita, reconoció a Jerusalén como la capital de Israel y negó la entrada a los Estados Unidos a ciudadanos de siete países de mayoría musulmana, al igual que a los de Birmania, Eritrea, Venezuela, Tanzania, y Corea del Norte. Su administración retiró las tropas estadounidenses del norte de Siria, lo que permitió a Turquía ocupar el área. Trump se reunió varias veces con el dictador de Corea del Norte, Kim Jong-un. Trump retiró a Estados Unidos del «Acuerdo con Irán» y luego aumentó las tensiones con el país al hacer que el general Qasem Soleimani fuera asesinado.
Trump despidió al director de la Oficina Federal de Investigaciones James Comey por la investigación de la agencia sobre la interferencia rusa en las elecciones de 2016. 
La investigación del fiscal especial de Robert Mueller (2017-2019) concluyó que Rusia interfirió para favorecer la candidatura de Trump y que, si bien la evidencia predominante «no establecía que los miembros de la campaña de Trump conspiraran o coordinaran con el gobierno ruso», ocurrieron posibles obstrucciones a la justicia. Se acusó formalmente a seis asesores y personal de la campaña de Trump y cinco se declararon culpables de cargos penales.
Debido al escándalo Trump-Ucrania en el que Trump presionó a Ucrania para que investigara a Joe Biden, Trump se convirtió en el tercer presidente de Estados Unidos en la historia en ser acusado por la Cámara de Representantes. En el siguiente juicio en el Senado en febrero de 2020, fue absuelto de los dos artículos de acusación, abuso de poder y obstrucción de la justicia. Trump enfrentó importantes crisis superpuestas en el último año de su presidencia: la pandemia de COVID-19 y la recesión resultante, así como las protestas a nivel nacional tras el asesinato policial de George Floyd. Durante la pandemia, Trump alimentó la confusión y las conspiraciones, además de socavar las pautas de salud pública.
Esta legislatura da comienzo para un período de cuatro años, en virtud a disposición de la Vigésima Enmienda a la Constitución, finalizando así el 20 de enero de 2021, a pesar de que el nuevo presidente es elegible para buscar su reelección que le otorgue un segundo mandato previsto a finalizar en enero de 2025.
Trabajó con agendas anticorrupción, usando la retórica de «drenar el pantano» y «ley y orden». Trump fue derrotado por el demócrata Joe Biden en las elecciones presidenciales de 2020. Trump inicialmente se negó a ceder, alentando los intentos de anular la elección, incluso llegando a desatar el Asalto al capitolio del 6 de enero, instando a Mike Pence a revertir los resultados. Luego de eso, dos secretarias (la de seguridad y la de educación) presentaron sus respectivas renuncias. Finalmente, Trump se negó a asistir a la toma de posesión, (siendo el 1° presidente en no hacerlo en más de un siglo) abandonando Washington D.C horas antes de la jura de su sucesor, no sin antes, dar un discurso de despedida en la Base Militar Andrews ante algunos simpatizantes.
Su presidencia ha sido valorada por muchos historiadores y analistas políticos como una de las peores, más corruptas, extremistas y deshonestas de la historia de los Estados Unidos.

## Primeros cien días
Los primeros cien días de la presidencia de Donald Trump comenzaron tras su juramento del 20 de enero de 2017. Este período se considera un punto de referencia para medir el éxito temprano de un presidente.
En su primer día en el cargo, Trump firmó una orden ejecutiva dirigiendo a todas las agencias federales para minimizar las «cargas económicas y regulatorias injustificadas» de la Ley de Protección al Paciente y Cuidado de Salud Asequible. El 23 de enero, el presidente Donald Trump firmó una orden ejecutiva para retirar a los Estados Unidos del Acuerdo Transpacífico (TPP). El 24 de enero, Trump firma una serie de memorandos presidenciales que permiten al gobierno federal avanzar en la construcción del controvertido ducto Dakota Access y el oleoducto Keystone XL. Para el 25 de enero, Trump firma un conjunto de órdenes ejecutivas que ordenan al Departamento de Seguridad Nacional de los Estados Unidos que utilice los fondos existentes para comenzar la construcción en un muro en la frontera entre Estados Unidos y México y poner fin a la larga política de captura y liberación, en un esfuerzo por una deportación más rápida de inmigración ilegales.

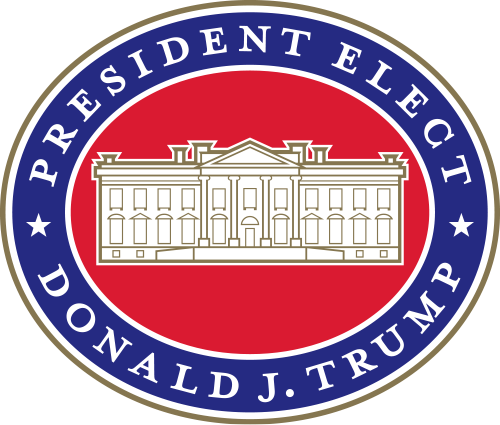
Escudo de la administración presidencial electa

### Orden de inmigración
El 27 de enero, Trump firma la Orden Ejecutiva 13769 que puede restringir la entrada indefinida de refugiados de la Guerra Civil Siria en los Estados Unidos y prohíbe la entrada de todos los ciudadanos de Irán, Irak, Siria, Libia, Somalia, Sudán y Yemen a los Estados Unidos por 90 días.
La orden provoca críticas internacionales, una demanda de la Unión Estadounidense por las Libertades Civiles, la detención de viajeros musulmanes legales en varios aeropuertos internacionales, e Irán anunció una prohibición de entrada de ciudadanos estadounidenses en el país hasta que se levante la prohibición.
El 30 de enero, Trump despidió a la fiscal general Sally Yates después de que se negó a hacer cumplir la orden; Yates fue reemplazada por Dana Boente, quien ordenó al Departamento de Justicia hacer cumplir la orden.

### Bombardeo de Shayrat
En el marco de la Guerra Civil Siria, como represalia del ataque químico de Jan Sheijun del 4 de abril, la Armada de los Estados Unidos realizó el bombardeo de Shayrat el 7 de abril, por orden directa del presidente Trump, para destruir una base de la Fuerza Aérea Árabe Siria. El ataque se realizó sin consultar al Congreso de Estados Unidos ni al Consejo de Seguridad de las Naciones Unidas.

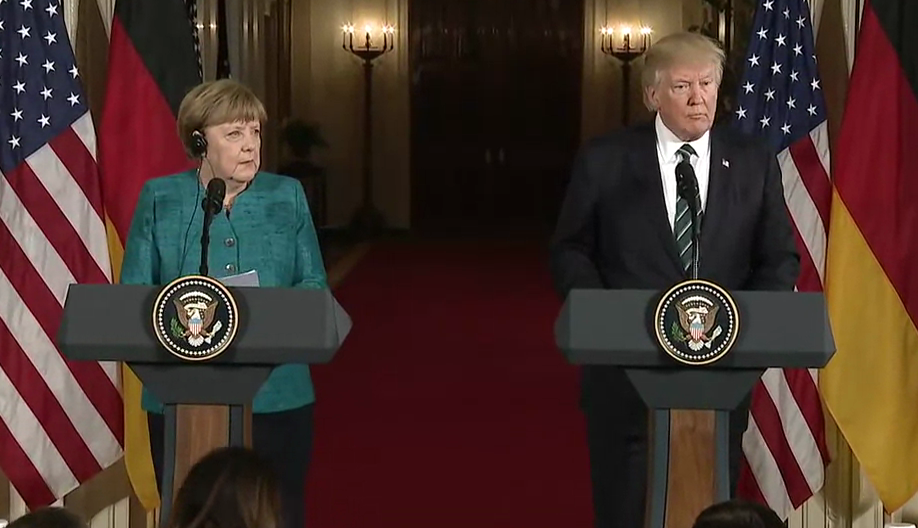
Donald Trump con la canciller alemana Angela Merkel.

## Investigación
La Cámara de Representantes lanzó una investigación de juicio político tras un informe de septiembre de 2019 de que Trump había abusado de su poder presidencial presionando al presidente de Ucrania para que emprendiera acciones que tendrían el efecto de ayudar a la campaña de reelección de Trump en 2020. Entre otros incentivos, Trump ordenó que se retenga la ayuda militar ordenada por el Congreso para Ucrania. Posteriormente, los testigos declararon que él y sus sustitutos habían estado llevando a cabo esa campaña de presión durante meses. El juicio tuvo lugar del 16 de enero al 5 de febrero de 2020; fue absuelto de todos los cargos.

## Política económica
Las políticas económicas de Donald Trump se basaron principalmente en recortar impuestos a individuos y empresas, desregulaciones a los sectores energéticos y financieros, restricciones migratorias y medidas proteccionistas. El último año de su mandato se concentró en apaliar las consecuencias económicas del COVID-19.

### Ley de Empleos y Reducción de Impuestos de 2017

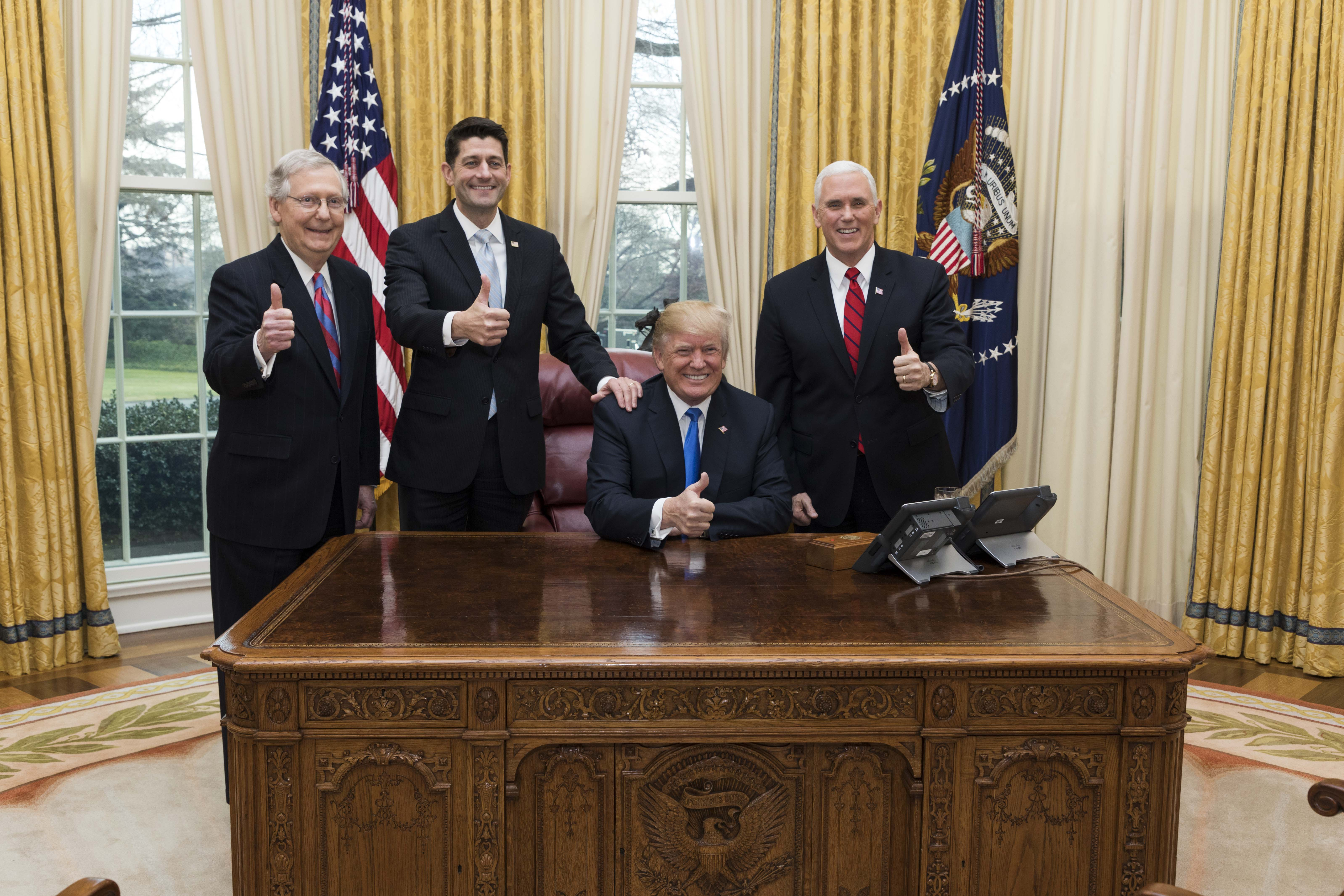
Trump celebrando la «Tax Cuts and Jobs Act», su reforma tributaria

Trump firmó a finales de año la Ley de Empleos y Reducción de Impuestos de 2017. Esta reforma redujo el impuesto corporativo del 35% al 21%. También disminuyó los impuestos a la renta a la mayoría de las personas. Un análisis del Congressional Research Service determinó que esta reforma tributaria tuvo un pequeño impacto en la economía, no se pagó a sí misma, no produjo un aumento de la inversión privada extranjera y tuvo un efecto menor en el crecimiento de los salarios. Los ingresos por impuestos corporativos para el año fiscal 2018 disminuyeron un 31 % con respecto al año fiscal anterior (de $ 297 mil millones en 2017 a $ 205 mil millones USD), representando la segunda caída más grande de la historia estadounidense.

### Política comercial
Trump impuso aranceles a distintos países, pero se concentró principalmente en China. Trump creó y aumentó progresivamente los impuestos a diversos productos chinos, generando una guerra comercial.

### Respuesta al COVID-19
La pandemia impactó de forma importante a la economía estadounidense, generando un aumento del desempleo a niveles no vistos desde la Gran Depresión, la peor caída la actividad económica desde 1947 y la mayor caída de la producción industrial en la historia del país. Ante esta dramática situación, el presidente Donald Trump propuso la ley CARES (ayuda, alivio y seguridad económica por coronavirus en español), un paquete de estímulo económico de 2.1 billones de dólares que incluye 454 mil millones en préstamos a corporaciones, 349 mil millones en préstamos a pequeños negocios, 301 mil millones de dólares en cheques de estímulo individuales, entre otras ayudas.
La ley CARES es el mayor paquete de estímulo económico de la historia de EE.UU y equivale al 10% del producto interno bruto (PIB) del país. Según la Oficina del Presupuesto del Congreso, la ley añadiría 1.7 billones de dólares al déficit fiscal estadounidense en un plazo de 10 años. Según el modelo Penn Wharton, la ley CARES evitó un colapso económico mayor y contribuyó a crear 1.5 millones de empleos nuevos para finales de 2020.
Según la Reserva Federal de San Francisco, la ley CARES (junto a otros proyectos de estímulo de la Administración Biden) aumentó de forma significativa la inflación estadounidense, provocando que sea mayor que el aumento de la inflación que sufrieron otros países.

### Resumen estadístico
El comportamiento de la economía estadounidense durante la presidencia de Trump se puede medir a través del análisis de múltiples variables macroeconómicas relevantes en dos periodos de tiempo (Sus 4 años de gobierno, incluyendo el impacto de la pandemia, y los primeros 36 meses, excluyendo el impacto de la crisis de la COVID-19). Durante los primeros 36 meses del gobierno de Trump, la economía nacional añadió 6,7 millones de empleos, los salarios crecieron (en promedio anual) 0,8% en términos reales y el PIB real creció (en promedio anual) 2,5%. La deuda nacional en el mismo periodo de tiempo aumentó en 3,1 billones de dólares.
Estados Unidos perdió cerca de 3 millones de trabajos durante su gobierno, siendo el peor presidente para el mercado laboral desde Herbert Hoover. Donald Trump añadiò 7.8 billones de dólares a la deuda nacional estadounidense, debido a sus recortes de impuestos y el impacto del COVID-19.

#### Tabla comparativa Inicio VS Fin de la Presidencia
| Variable                                     | Inicio Presidencia: enero 2017 | Fin Presidencia: enero 2021 | Variación (%) |
| -------------------------------------------- | ------------------------------ | --------------------------- | ------------- |
| Empleos (en millones)                        | 145.6                          | 143,0                       | -1.8%         |
| Tasa de desempleo                            | 4,7%                           | 6,4%                        | +1.7 puntos   |
| Desempleados (en millones)                   | 7.5                            | 10.2                        | +36%          |
| Índice de Precios al Consumidor              | 237.336                        | 262.200                     | +10.5%        |
| PIB real (en billones USD)                   | 17.8 (Q4 2016)                 | 18.9 (Q4 2020)              | +6.2%         |
| PIB real per cápita (en USD)                 | $54.714 (Q4 2016)              | $57.005 (Q4 2020)           | +4.2          |
| Deuda Federal (en billones USD)              | 20.0 (Q4 2016)                 | 27.7 (Q4 2020)              | +38.5%        |
| Deuda Federal (como % de PIB)                | 105,3% (Q4 2016)               | 127,8% (Q4 2020)            | +22.5 puntos  |
| Déficit fiscal (en miles de millones USD)    | 584                            | 3.132                       | +436.3%       |
| Déficit fiscal (como % de PIB)               | 3,1%                           | 14,9%                       | +11.8 puntos  |
| Balanza comercial (en miles de millones USD) | -506.3                         | -651.2                      | -28.6%        |
| Balanza comercial (como % de PIB)            | -2,71%                         | -3,12%                      | -0.41 puntos  |
| índice de Gini                               | 41.1                           | 41.5 (2019)                 | +0.4 puntos   |

## Pandemia de COVID-19
El último año del mandato de Trump estuvo marcado por la pandemia de COVID-19, que ha eliminado la mayoría de las ganancias económicas logradas tanto por su administración como por la de Obama. Muchos han criticado inicialmente la lenta respuesta de Trump al virus, así como su disolución previa de los grupos de trabajo destinados a hacer frente a las pandemias. Muchas de sus declaraciones sobre la gravedad del virus, así como los posibles tratamientos, se han citado como información errónea.

## Protestas por la muerte de George Floyd

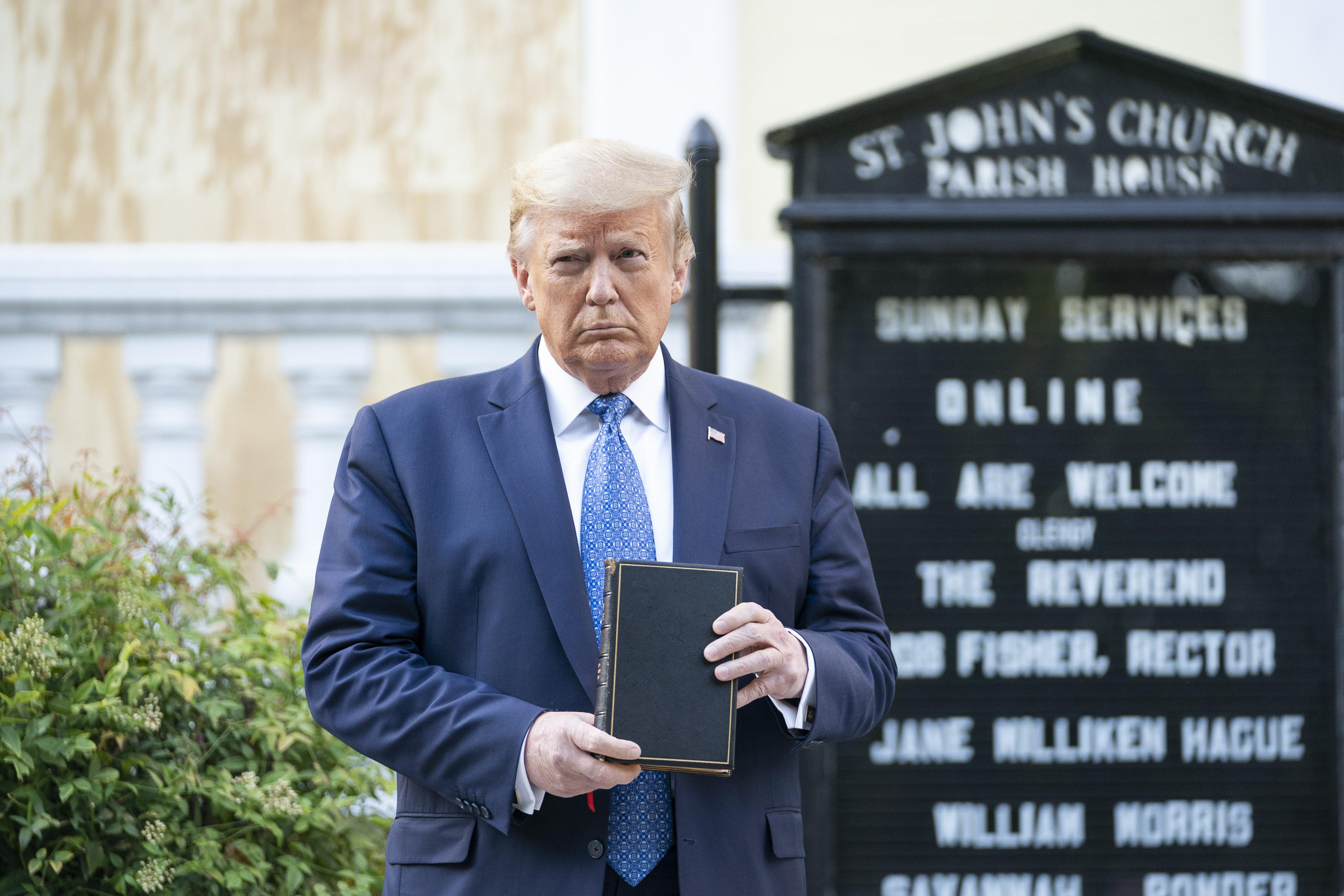
Trump sosteniendo una biblia durante su visita a la iglesia episcopal de St. John.

En medio de protestas generalizadas contra la violencia policial luego de que un policía de Minneapolis matara a George Floyd, un hombre negro, arrodillándose sobre su cuello por un período prolongado, Trump tuiteó una cita de 1967, «Cuando comienza el saqueo, comienzan los disparos», del jefe de policía de Miami Walter E. Headley. Twitter ocultó la cita, ya que glorificaba la violencia. Más tarde, Trump se dirigió a los manifestantes fuera de la Casa Blanca diciendo que «habrían sido recibidos con los perros más viciosos y las armas más siniestras que he visto» si violan la cerca de la Casa Blanca. El 1 de junio de 2020, la policía usó gases lacrimógenos y balas de goma contra manifestantes pacíficos y un sacerdote para despejar el camino para que Trump pudiera pronunciar un discurso y tener una sesión de fotos frente a la Iglesia Episcopal de San Juan (que había sido destrozada) la noche anterior. Mariann Budde, obispo de la diócesis episcopal de Washington, condenó la acción de Trump y dijo que era indignante que Trump rompiera gas a los manifestantes y luego usara a la iglesia como apoyo. Al día siguiente, el arzobispo católico de Washington, Wilton Daniel Gregory, comentó que el papa Juan Pablo II «ciertamente no toleraría el uso de gases lacrimógenos y otros elementos de disuasión para silenciarlos, dispersarlos o intimidarlos para una oportunidad de tomar fotos frente a un lugar de culto y paz».

## Política exterior
Unión Europea

## Administración y gabinete
| Gabinete Trump (2017 - 2021)                             | Gabinete Trump (2017 - 2021)     | Gabinete Trump (2017 - 2021)                                                                           |
| Cargo                                                    | Titular                          | Período                                                                                                |
| -------------------------------------------------------- | -------------------------------- | --- |
| Vicepresidente                                           | Mike Pence                       | 20 de enero de 2017 – 20 de enero de 2021                                                              |
| Secretario de Estado                                     | Rex Tillerson                    | 1 de febrero de 2017 – 31 de marzo de 2018                                                             |
| Secretario de Estado                                     | John J. Sullivan (Interino)      | 1 de abril de 2018 – 26 de abril de 2018                                                               |
| Secretario de Estado                                     | Mike Pompeo                      | 26 de abril de 2018 – 20 de enero de 2021                                                              |
| Secretario del Tesoro                                    | Steven Mnuchin                   | 13 de febrero de 2017 – 20 de enero de 2021                                                            |
| Secretario de Defensa                                    | James Mattis                     | 20 de enero de 2017 – 31 de diciembre de 2018                                                          |
| Secretario de Defensa                                    | Patrick M. Shanahan (Interino)   | 1 de enero de 2019 – 24 de junio de 2019                                                               |
| Secretario de Defensa                                    | Mark Esper (Interino)            | 24 de junio de 2019 – 15 de julio de 2019                                                              |
| Secretario de Defensa                                    | Richard V. Spencer (Interino)    | 15 de julio de 2019 – 23 de julio de 2019                                                              |
| Secretario de Defensa                                    | Mark Esper                       | 23 de julio de 2019 – 9 de noviembre de 2020                                                           |
| Secretario de Defensa                                    | Christopher C. Miller (Interino) | 9 de noviembre de 2020 – 20 de enero de 2021                                                           |
| Fiscal general                                           | Jeff Sessions                    | 9 de febrero de 2017 – 7 de noviembre de 2018                                                          |
| Fiscal general                                           | Matthew Whitaker (Interino)      | 7 de noviembre de 2018 – 14 de febrero de 2019                                                         |
| Fiscal general                                           | William Barr                     | 14 de febrero de 2019 – 23 de diciembre de 2020                                                        |
| Fiscal general                                           | Jeffrey A. Rosen (Interino)      | 24 de diciembre de 2020 – 20 de enero de 2021                                                          |
| Secretario de Interior                                   | Ryan Zinke                       | 1 de marzo de 2017 – 2 de enero de 2019                                                                |
| Secretario de Interior                                   | David Bernhardt                  | Interino: 2 de enero de 2019 – 11 de abril de 2019 11 de abril de 2019 – 20 de enero de 2021           |
| Secretario de Agricultura                                | Sonny Perdue                     | 25 de abril de 2017 – 20 de enero de 2021                                                              |
| Secretario de Comercio                                   | Wilbur Ross                      | 28 de febrero de 2017 – 20 de enero de 2021                                                            |
| Secretario de Trabajo                                    | Alexander Acosta                 | 28 de abril de 2017 – 19 de julio de 2019                                                              |
| Secretario de Trabajo                                    | Patrick Pizzella (Interino)      | 20 de julio de 2019 – 30 de septiembre de 2019                                                         |
| Secretario de Trabajo                                    | Eugene Scalia                    | 30 de septiembre de 2019 – 20 de enero de 2021                                                         |
| Secretario de Salud y Servicios Humanos                  | Tom Price                        | 10 de febrero de 2017 – 29 de septiembre de 2017                                                       |
| Secretario de Salud y Servicios Humanos                  | Don J. Wright (Interino)         | 29 de septiembre de 2017 – 10 de octubre de 2017                                                       |
| Secretario de Salud y Servicios Humanos                  | Eric Hargan (Interino)           | 10 de octubre de 2017 – 29 de enero de 2018                                                            |
| Secretario de Salud y Servicios Humanos                  | Alex Azar                        | 29 de enero de 2018 – 20 de enero de 2021                                                              |
| Secretario de Vivienda y Desarrollo Urbano               | Ben Carson                       | 2 de marzo de 2017 – 20 de enero de 2021                                                               |
| Secretario de Transporte                                 | Elaine Chao                      | 31 de enero de 2017 – 11 de enero de 2021                                                              |
| Secretario de Transporte                                 | Steven G. Bradbury (Interino)    | 11 de enero de 2021 – 20 de enero de 2021                                                              |
| Secretario de Energía                                    | Rick Perry                       | 2 de marzo de 2017 – 1 de diciembre de 2019                                                            |
| Secretario de Energía                                    | Dan Brouillette                  | Interino: 1 de diciembre de 2019 – 4 de diciembre de 2019 4 de diciembre de 2019 – 20 de enero de 2021 |
| Secretario de Educación                                  | Betsy DeVos                      | 7 de febrero de 2017 – 8 de enero de 2021                                                              |
| Secretario de Educación                                  | Mick Zais (Interino)             | 8 de enero de 2021 – 20 de enero de 2021                                                               |
| Secretario de Asuntos de los Veteranos                   | David Shulkin                    | 14 de febrero de 2017 – 28 de marzo de 2018                                                            |
| Secretario de Asuntos de los Veteranos                   | Robert Wilkie (Interino)         | 28 de marzo de 2018 – 29 de mayo de 2018                                                               |
| Secretario de Asuntos de los Veteranos                   | Peter O'Rourke (Interino)        | 29 de mayo de 2018 – 30 de julio de 2018                                                               |
| Secretario de Asuntos de los Veteranos                   | Robert Wilkie                    | 30 de julio de 2018 – 20 de enero de 2021                                                              |
| Secretario de Seguridad Nacional                         | John Kelly                       | 20 de enero de 2017 – 31 de julio de 2017                                                              |
| Secretario de Seguridad Nacional                         | Elaine Duke (Interina)           | 31 de julio de 2017 – 6 de diciembre de 2017                                                           |
| Secretario de Seguridad Nacional                         | Kirstjen Nielsen                 | 6 de diciembre de 2017 – 10 de abril de 2019                                                           |
| Secretario de Seguridad Nacional                         | Kevin McAleenan (Interino)       | 10 de abril de 2019 – 13 de noviembre de 2019                                                          |
| Secretario de Seguridad Nacional                         | Chad Wolf (Interino)             | 13 de noviembre de 2019 – 11 de enero de 2021                                                          |
| Secretario de Seguridad Nacional                         | Pete Gaynor (Interino)           | 11 de enero de 2021 – 20 de enero de 2021                                                              |
| Jefe de Gabinete de la Casa Blanca                       | Reince Priebus                   | 20 de enero de 2017 – 31 de julio de 2017                                                              |
| Jefe de Gabinete de la Casa Blanca                       | John Kelly                       | 31 de julio de 2017 – 2 de enero de 2019                                                               |
| Jefe de Gabinete de la Casa Blanca                       | Mick Mulvaney (Interino)         | 2 de enero de 2019 – 31 de marzo de 2020                                                               |
| Jefe de Gabinete de la Casa Blanca                       | Mark Meadows                     | 31 de marzo de 2020 – 20 de enero de 2021                                                              |
| Director de Inteligencia Nacional                        | Dan Coats                        | 16 de marzo de 2017 – 15 de agosto de 2019                                                             |
| Director de Inteligencia Nacional                        | Joseph Maguire (Interino)        | 15 de agosto de 2019 – 20 de febrero de 2020                                                           |
| Director de Inteligencia Nacional                        | Richard Grenell (Interino)       | 20 de febrero de 2020 – 26 de mayo de 2020                                                             |
| Director de Inteligencia Nacional                        | John Ratcliffe                   | 26 de mayo de 2020 – 20 de enero de 2021                                                               |
| Director de la Agencia Central de Inteligencia           | Mike Pompeo                      | 23 de enero de 2017 – 26 de abril de 2018                                                              |
| Director de la Agencia Central de Inteligencia           | Gina Haspel                      | Interina: 26 de abril de 2018 – 21 de mayo de 2018 21 de mayo de 2018 – 20 de enero de 2021            |
| Administrador de la Agencia de Protección Ambiental      | Scott Pruitt                     | 17 de febrero de 2017 – 9 de julio de 2018                                                             |
| Administrador de la Agencia de Protección Ambiental      | Andrew R. Wheeler                | Interino: 9 de julio de 2018 – 28 de febrero de 2019 28 de febrero de 2019 – 20 de enero de 2021       |
| Director de la Oficina de Administración y Presupuesto   | Mick Mulvaney                    | 16 de febrero de 2017 – 2 de enero de 2019                                                             |
| Director de la Oficina de Administración y Presupuesto   | Russell Vought                   | Interino: 2 de enero de 2019 – 22 de julio de 2020 22 de julio de 2020 – 20 de enero de 2021           |
| Embajador ante las Naciones Unidas                       | Nikki Haley                      | 27 de enero de 2017 – 31 de diciembre de 2018                                                          |
| Embajador ante las Naciones Unidas                       | Jonathan Cohen (Interino)        | 1 de enero de 2019 – 12 de septiembre de 2019                                                          |
| Embajador ante las Naciones Unidas                       | Kelly Craft                      | 12 de septiembre de 2019 – 20 de enero de 2021                                                         |
| Representante de Comercio                                | Robert Lighthizer                | 15 de mayo de 2017 – 20 de enero de 2021                                                               |
| Administrador de la Agencia Federal de Pequeños Negocios | Linda McMahon                    | 14 de febrero de 2017 – 12 de abril de 2019                                                            |
| Administrador de la Agencia Federal de Pequeños Negocios | Chris Pilkerton (Interino)       | 13 de abril de 2019 – 14 de enero de 2020                                                              |
| Administrador de la Agencia Federal de Pequeños Negocios | Jovita Carranza                  | 14 de enero de 2020 – 20 de enero de 2021                                                              |

## Evaluaciones históricas y opinión pública

### Encuestas populares

El presidente Donald Trump en el momento de las elecciones de 2016

En el momento de las elecciones de 2016, las encuestas de Gallup encontraron que Trump tenía una calificación favorable de alrededor del 35% y una calificación desfavorable de alrededor del 60%, mientras que la candidata demócrata Hillary Clinton tenía una calificación favorable del 40% y una calificación desfavorable del 57%. 2016 fue el primer ciclo electoral en las encuestas presidenciales modernas en el que ambos candidatos de los principales partidos fueron vistos de manera tan desfavorable.
Para el 20 de enero de 2017, día de la inauguración, el índice de aprobación promedio de Trump era del cuarenta y dos por ciento, el promedio de calificación más bajo para un presidente entrante en la historia de las encuestas modernas; durante su mandato ha sido un «increíblemente estable (y también históricamente bajo)» del treinta y seis al cuarenta por ciento.

### Clasificación histórica
BBC News escribió, en enero de 2019:
En el punto medio del primer mandato de Trump, los historiadores han luchado por detectar el tipo de virtudes que compensan los vicios de sus predecesores: el optimismo contagioso de Reagan; la retórica inspiradora de JFK; la inteligencia legislativa de LBJ; o el pragmatismo gobernante de Nixon. Entonces, en lugar de ser visto como la reencarnación de Ronald Reagan o Franklin Delano Roosevelt, Trump es elegido como un James Buchanan, Franklin Pierce o William Harrison de hoy en día. El año pasado, una encuesta de casi 200 académicos de ciencias políticas, que habitualmente ha colocado a los republicanos por encima de los demócratas, lo ubicó en el puesto 44 entre las 44 personas que han ocupado el puesto.
La encuesta de 2018, como la BBC lo mencionó en 2019, fue administrada por la Asociación Estadounidense de Ciencias Políticas (APSA) entre politólogos especializados en la presidencia estadounidense, y había colocado a Trump en el último lugar. Los encuestados republicanos lo calificaron en el puesto 40 de 44, los independientes u otros encuestados lo calificaron en el puesto 43 de 44, mientras que los historiadores demócratas lo calificaron 44 de 44. La sexta encuesta presidencial de expertos del Siena College Research Institute, publicada en febrero de 2019, colocó a Donald Trump en el puesto 42. de 44, por delante de Andrew Johnson y James Buchanan.